# Landelijk gebied Noord
Landelijk gebied Noord is een buurt van IJsselstein, in de Nederlandse provincie Utrecht. De wijk heeft 490 inwoners (2023).. 
De buurt grenst met de klok mee aan de gemeente Montfoort, de gemeente Utrecht, IJsselveld-West, Achterveld-Noord en Achterveld-West. Het betreft feitelijk het gedeelte van de gemeente IJsselstein ten noorden van de bebouwde kom. De buurt wordt grotendeels gevormd door de buurtschap Achtersloot. In het noorden van de buurt ligt ook een gedeelte van de buurtschap Knollemanshoek. De gehele buurt maakt deel uit van de Lopikerwaard.

## Beschrijving van de buurt
Zoals de naam al aangeeft bestaat de buurt uit voornamelijk landelijk gebied waarbij de meeste grond voor landbouw en/of veeteelt gebruikt wordt. Daarnaast voert de Hollandse IJssel door de buurt die ook toeristische activiteiten aantrekt zoals een camping en een jachthaven. Bij deze jachthaven bevindt zich een Toeristisch Overstappunt.
Aan de westkant van de Achtersloot ligt de polder Broek en aan de Oostkant de polder Neder-Oudland. Aan de oostzijde van de Hollandse IJssel bevindt zich de polder IJsselveld. 
De voornaamste verkeersassen zijn de Achtersloot en de Noord-IJsseldijk die beiden de bebouwde kom van IJsselstein verbinden met de N228. Andere wegen in de buurt zijn de Zuid-IJsseldijk, de Broeksdijk en de Stuivenbergweg. 
Stad: IJsselstein      Buurtschappen: Achtersloot · Klaphek · Knollemanshoek (deels)

Woonwijken: Centrum · Noord · West · Zuid

Woonbuurten: Binnenstad · Nieuwpoort · Groenvliet · Kasteelkwartier · Europakwartier · Oranjekwartier · IJsselveld-Oost · IJsselveld-West · IJsseloevers · Hazenveld en Overwaard · Panoven · De Hoven en De Boomgaard · De Tuinen · Het Hart · De Wereldsteden · De Rivieren · Het Staatse · Benschopperpoort en Het Podium · Achterveld-Zuid · Achterveld-West · Achterveld-Noord · Achterveld-Oost · Eiterse Waard · Landelijk gebied Noord · Landelijk gebied Zuid

Overige buurten: Rijpickerwaard · Paardenveld · Over Oudland · Industrieterrein Lage Dijk · Bedrijventerrein De Corridor
Utrecht · Plaatsen in de provincie      Nederland · Provincies · Gemeenten